# Bernardo di Villegas
Bernardino de Villegas, in alcune fonti italiane chiamato anche Bernardo di Villegas (1592 – 1653), è stato un gesuita, teologo e scrittore spagnolo.

## Biografia
Bernardino de Villegas era un gesuita, primario di teologia del collegio di Santo Stefano di Murcia in Spagna, qualificatore del Santo Uffizio, autore di diversi libri di morale cristiana scritti sia in spagnolo che in latino.

## Opere

### In spagnolo
- La esposa de Christo instruida
- Vita de Sancta Lutgarda[1]
- Exercicios quotidianos y espirituales[2]
- De los favores que beze a sus devodos la Virgen Nuestra Senora[3]
- Memorial sobra la calificacion de las reliquias de los Santos Martires de Ariana in Beazia nel 1639

### In latino
- Soliloquia divina[4]
- Commentarios in tertiam partem summae
- Sancti Thomes
- De Incanatione
- Sacramentis